# 布亚克 (匈牙利)
布亚克，是匈牙利诺格拉德州所辖的一个村。总面积53.04平方公里，总人口2170，人口密度40.9人/平方公里（2011年1月1日）。